# 通信の数学的理論
『通信の数学的理論』（つうしんのすうがくてきりろん、英語: A Mathematical Theory of Communication）は、1948年に数学者クロード・シャノンが発表した、影響力のある論文である。後に書籍化される時に"The Mathematical Theory of Communication"に改題された。"A"を"The"にするという小さな変更だが、この論文の一般性を表現する重要な変更である（英語の冠詞も参照）。

## 概要

シャノンによる一般的な通信システムの図。メッセージを生成するプロセスを示す。

この論文によって、情報理論という分野が創設された。1949年にThe Mathematical Theory of Communication(ISBN 0-252-72546-8)というタイトルで出版され、1963年にペーパーバックで出版された(ISBN 0-252-72548-4)。本書には、ウォーレン・ウィーバーによる追加の記事が含まれており、より一般的な読者のために理論の概要を提供している。シャノンの記事では、以下に示す通信の基本要素が説明されている。
- メッセージを生成する情報源(information source)
- メッセージを操作して通信路を介して送信可能な信号を生成する送信機(transmitter)
- メッセージを構成する情報を含む信号が送信される媒体である通信路(channel)
- 配信された信号をメッセージに変換し直す受信者(receiver)
- メッセージの送り先として意図されている人または機械である宛先(destination)

また、情報量（エントロピー）と冗長性の概念を導入し、ビット（シャノンは、この言葉はジョン・テューキーに帰するものとしている）という用語を情報単位として導入した。
日本語訳は、2009年に植松友彦の翻訳で再版されている(ISBN 978-4-480-09222-9)。